# Наполе (Хелмінський повіт)
Наполе (пол. Napole) — село в Польщі, у гміні Києво-Крулевське Хелмінського повіту Куявсько-Поморського воєводства.
Населення — 115 осіб (2011).
У 1975-1998 роках село належало до Торунського воєводства.

## Демографія
Демографічна структура станом на 31 березня 2011 року:
|          | Загалом | Допрацездатний вік | Працездатний вік | Постпрацездатний вік |
| -------- | ------- | ------------------ | ---------------- | -------------------- |
| Чоловіки | 58      | 12                 | 40               | 6                    |
| Жінки    | 57      | 9                  | 31               | 17                   |
| Разом    | 115     | 21                 | 71               | 23                   |